# Angel or Alien
Angel or Alien es el sexto álbum de estudio de la banda estadounidense de metal progresivo Born of Osiris. Fue lanzado el 2 de julio de 2021 a través de Sumerian Records.
En marzo de 2021, el conjunto lanzó el video con la letra de "White Nile", el primer sencillo del álbum, junto con un video de presentación en mayo. También en mayo, se lanzó "Angel or Alien", el segundo sencillo del álbum, y se anunció su lanzamiento para el 2 de julio de 2021.

## Lista de canciones
| N.º | Título                    | Duración |  |
| 1.  | «Poster Child»            | 4:36     |  |
| 2.  | «White Nile»              | 3:49     |  |
| 3.  | «Angel or Alien»          | 4:27     |  |
| 4.  | «Waves»                   | 3:08     |  |
| 5.  | «Oathbreaker»             | 3:45     |  |
| 6.  | «Threat of Your Presence» | 3:36     |  |
| 7.  | «Love Story»              | 4:23     |  |
| 8.  | «Crossface»               | 4:27     |  |
| 9.  | «Echobreather»            | 3:36     |  |
| 10. | «Lost Souls»              | 3:27     |  |
| 11. | «In for the Kill»         | 3:51     |  |
| 12. | «You Are the Narrative»   | 3:24     |  |
| 13. | «Truth and Denial»        | 3:42     |  |
| 14. | «Shadowmourne»            | 4:44     |  |

## Posicionamiento en lista
| Lista (2021)                         | Posición |
| ------------------------------------ | -------- |
| Reino Unido (UK Independent Albums)  | 47       |
| Reino Unido (UK Rock & Metal Albums) | 18       |

## Personal
Born of Osiris
- Ronnie Canizaro – voz principal
- Lee McKinney – guitarra principal
- Nick Rossi – guitarra rítmica, bajo
- Joe Buras – teclados, voz
- Cameron Losch – batería